# 徳恵翁主
徳恵翁主（とくけいおうしゅ/トッケオンジュ/덕혜옹주、1912年5月25日 - 1989年4月21日）は、朝鮮国王・大韓帝国皇帝高宗の王女。「翁主」は、朝鮮（大韓帝国）において王（皇帝）の後宮所生の皇女の称号。ただし、徳恵は韓国併合後の出生かつ特例的に王族（王公族）として扱われ、徳恵姫（とくえひめ）となった。
結婚後の日本名は宗徳恵（そう とくえ）、離婚後は梁徳恵（りょう とくけい、ヤン・トッケ）。

## 生涯

### 生い立ち
日韓併合から2年後の1912年（明治45年）5月25日、日本の王族・徳寿宮李太王となっていた高宗と側室である梁春基（ヤン・チュンギ）貴人との間に誕生。誕生直後は阿只（アギ：『赤ちゃん』の意）と呼ばれた後、徳恵（ドッケ/とくえ）と命名された。実母の梁春基は、徳寿宮の厨房で働く下級女官であった。高宗は10人の妻との間に16人の子を儲けたが（5男1女以外早世）、徳恵は高宗60歳で初めて生まれた娘だった。高宗は初めての娘の誕生を喜び、徳恵を溺愛して育てた。1916年には、徳寿宮の中に専用の幼稚園を設けた。
1916年（大正5年）から高宗が徳寿宮内の即祚堂に設けた幼稚園で学んだが、1921年（大正10年）から京城（現在のソウル）日之出小学校2年に編入し、日本語での教育を受けた。日之出小は、上流階級の朝鮮人や在朝日本人が通う学校であった。
日之出小学校時代に作詞の能力を認められ、「童謡の姫君様」と讃えられ、1922年頃に作った詞「雨」と「蜂」は1923年10月頃に京城に滞在した日本の音楽家宮城道雄が箏で作曲をつけ、1923年末頃に京城で「徳恵姫御作童謡発表会」が行われた。
1924年（大正13年）には徳恵の作詞した「びら」に黒沢隆朝が作曲し、徳恵の前で演奏した。その後1929年（昭和4年）7月には日本ビクター蓄音機（後の日本音響→日本ビクター・音楽レコード事業部→ビクター音楽産業→ビクターエンタテインメント→JVCケンウッド・ビクターエンタテインメント）からレコードが発売された。
- 1910年代撮影
- 1918年撮影、右端が徳恵翁主（左から李垠、純宗、高宗、純貞孝皇后（純宗の妃）、徳寿宮にて）

### 王公家軌範への影響
朝鮮併合に際し、韓国併合ニ関スル条約第3条により、高宗、純宗、皇后尹氏、皇太子李垠の4名が礼遇されることが明記された。さらに「前韓国皇帝ヲ冊シテ王ト為ス詔書」により称号（李王、等）と敬称（殿下）が定められ、高宗は徳寿宮李太王、純宗は昌徳宮李王となるとともに、王妃尹氏、王世子李垠（徳恵の異母兄）の計4名が、詔書に該当する「王族」であった。なお同時に発布された「李堈及李熹ヲ公ト為スノ詔書」では「公族」についても定められ、公と公妃以外は殿下の称号や特権を受けられなかった。
徳江の幼少期当時は、上記以外の李王家（日本における王公族）の法的扱いの細部が未確定であった。朝鮮総督寺内正毅は、李太王が一代限りの身分であることから、その女子である徳恵を皇室親族令に準じて扱う必要はない考えを有していた。李太王は遅くにできた徳恵を溺愛し、徳恵を王族とするために寺内総督に働きかけた。李太王は、1919年（大正8年）に薨去した。
典憲二元主義の下、伊東巳代治は王公族の法規を皇室典範に基づく法体系である皇室令に組み込むことを主張していた。最終的に1926年（大正15年）12月1日、大日本帝国憲法に基づく法体系の下「王公族ノ権義ニ関スル法律」（大正15年12月1日法律第83号）を根拠として、「王公家軌範」（大正15年12月1日皇室令第17号）が成立し、この中で、王公家の構成員の身分も定義されている。
そして、その附則には次のようにある。

王公家軌範　附則
第二〇三條
故李太王ノ子ニシテ王家ニ在ル者ハ之ヲ王族トス
　
本令中太王ノ子ニ關スル規定ハ前項ノ王族ニ之ヲ準用ス

この条項に該当するのは、徳恵ただ一人であり、徳恵は王族としての待遇を受けられることとなった。ただし王族の直系でないため、「殿下」の敬称は受けられず、公族同様の「姫」となった。

### 渡日と発病

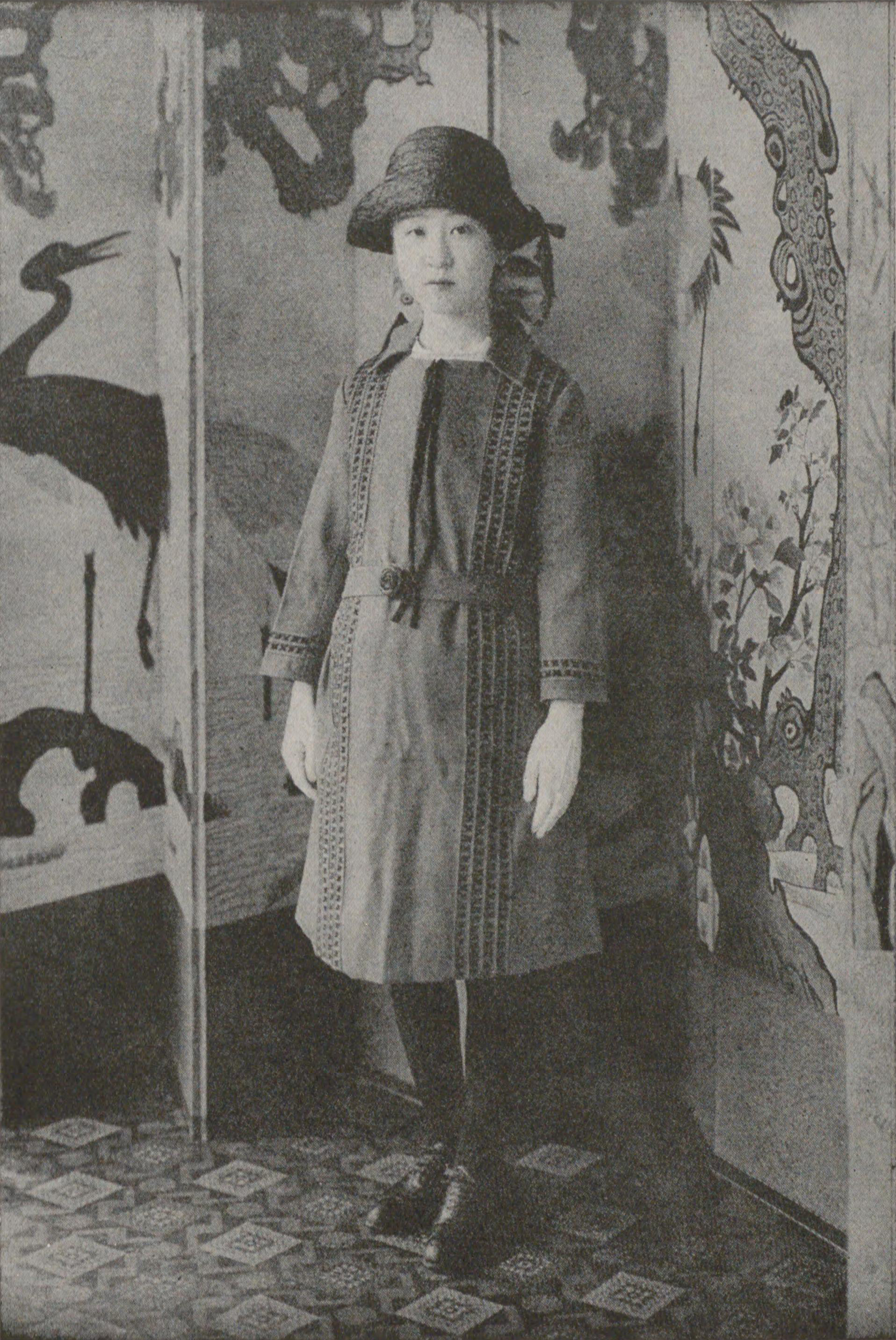
日本出発時に撮影された姿（1925年）

1925年（大正14年）3月に12歳で内地に渡り、同年4月から東京の女子学習院に編入学する。日本では徳恵姫（とくえひめ）と呼ばれた。女子学習院の同窓生には、尾崎雪香（尾崎行雄の三女）がいた。雪香の回想によれば、徳恵は口数が少なく運動が苦手であった。
当時、異母兄李王垠・同妃方子女王は第1子を喪って以降なかなか子に恵まれず、方子女王は徳恵のために朝鮮料理を作る等、親身に接した。
1926年4月に薨去した異母兄：李王純宗の見舞いや葬儀の際、1929年（昭和4年）5月に逝去した実母の梁貴人の葬儀の際には、それぞれ京城に戻っている。
実母と死別後の1930年頃から奇行が現れ、登校拒否や不眠の症状があったため病院で検査の結果、「早発性痴呆症」（現在の統合失調症）の診断を受けている。
- 1929年撮影、母・福寧堂貴人梁氏の葬儀にて

### 結婚を巡って

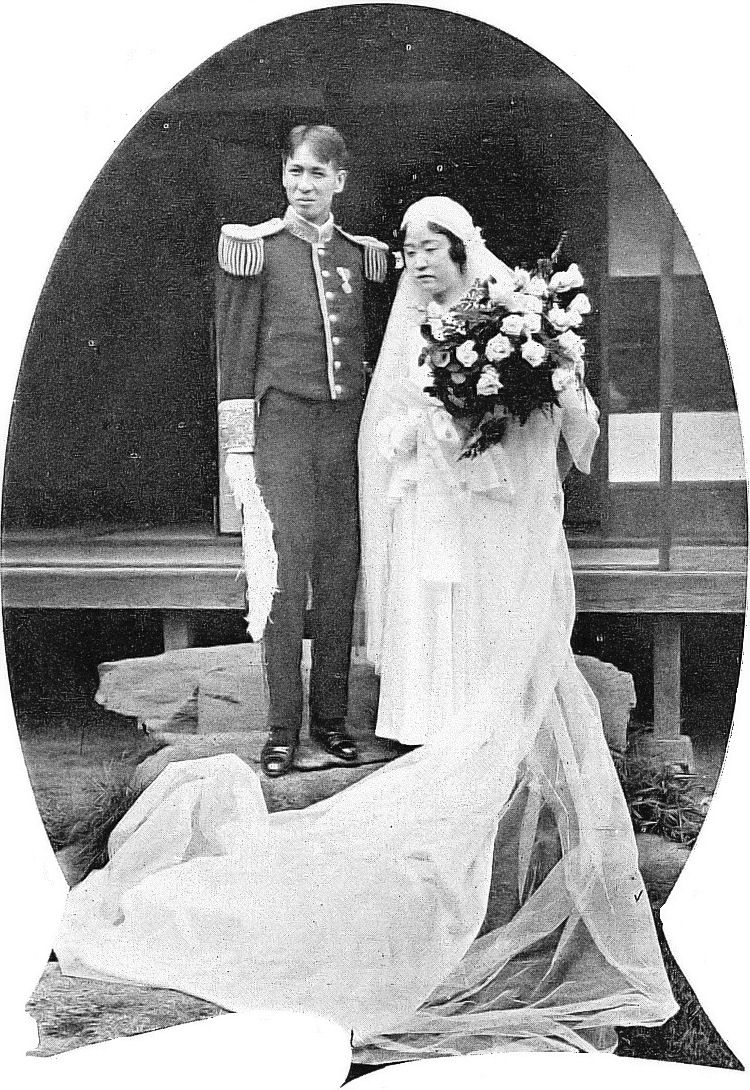
1931年、宗武志伯爵との結婚。結婚式は神前結婚式で、麹町の宗伯爵邸で行われた。

1931年（昭和6年）5月8日に旧対馬藩主・宗家の当主である伯爵宗武志（そう たけゆき）へ嫁いだ。
この縁談の出どころは不明である。朝鮮半島には本貫と姓を同じくする者同士は同族とみなされ、婚姻できない慣習がある。王公族は全州李氏のみで構成されているため、徳恵の結婚相手は、皇族、華族、朝鮮貴族、臣民（平民）に限定される。このうち、皇族男子が王公族と婚姻することは、明文化こそ見送られたものの禁止されていた。1931年時点で、朝鮮貴族のうち全州李氏ではない男子は、侯爵3名、伯爵2名しかおらず、うち徳恵と年齢が近い唯一の人物である李丙吉侯爵は既婚であった。これらの後継者を含めても、独身の適任者はおらず、朝鮮貴族を望むならば子爵以下と縁組するしかなかった。
一方の宗伯爵家は、武志の従兄重望が逝去した時点で莫大な借財があり、当時まだ中学生だった武志が伯爵家を継承することで篤志家の支援を受けて破産を回避していた。このような状況で、東京帝国大学を卒業したばかりの武志が、婚姻により経済基盤を得ようとしたのは自然な成り行きであった。義姉方子女王は、徳恵が発病して縁談が破談になることを心配していたが、武志は破談にしなかった。
夫妻は同年10～11月にかけ、対馬を訪問した。この際も、徳恵は「病的の挙動」を見せ、武志の育ての親にあたる平山為太郎は、武志の心中を慮って日記に無念さを記したが、離縁にまでは言及していない。李王家の予算は、徳恵の結婚の翌年に突如約1万6000円増額されており、差額の全部または一部が宗伯爵家への援助だと考えられている。
双方に事情はありながらも、武志は妻となった徳恵を深く愛し、2人の仲は睦まじく、1年後の1932年（昭和7年）8月14日に長女正恵（まさえ）が生まれた。
しかし少女時代から発症していた統合失調症は新婚時代にも症状が見られた上、正恵の出産後から更に症状は悪化の一途をたどり、終戦後の1946年（昭和21年）頃松沢病院に入院したと思われる。
その後、1950年（昭和25年）1月に韓国人新聞記者金乙漢が李垠家に続いて松沢病院を訪問し、徳恵の悲惨な現状を韓国に紹介し、彼女の帰国のための運動を始める。1955年（昭和30年）6月に武志は徳恵と離婚し、徳恵は母方の姓を名乗って梁徳恵となった。のちに、詩人でもあった武志は、愛妻徳恵との別離の深い痛みと悲しみを山幸彦と豊玉姫の離別譚に託した詩を綴っている。武志は日本人女性と再婚し、3子を儲けている。
- 1931年撮影、夫・宗武志と（対馬厳原にて）
- 1931年撮影、和服（振袖）姿

### 韓国への帰国、逝去
韓国で朴正煕が実権を握ってから李王家の人物の韓国帰還運動に手を差し伸べたため、徳恵は李垠に先立つ1962年（昭和37年）1月26日に韓国へ帰国し、ソウル大学医学部付属病院に入院した。この時に日韓両国の協力を得て韓国国籍を取得している。
純宗の妃尹氏の没後、異母兄李垠の妃だった李方子とともに昌徳宮内の楽善斎に住んでいたが、1984年（昭和59年）時点で長らく病に伏していたという。1989年（平成元年）4月21日、同所にて看護師2名に看取られて逝去した。その9日後に、義姉方子も逝去している。
なお、徳恵が韓国に帰国する際に手放した、徳恵と正恵の着用していた韓服や化粧台・裁縫箱などの徳恵の愛用品は、日本の文化学園服飾博物館に収蔵・展示されていた。2015年6月に日韓の文化的友好協力の増進を希望する大沼淳文化学園理事長兼服飾博物館長により徳恵の韓服のうち7点が韓国文化財庁に寄贈された。

## 墓所
墓は父・高宗が眠る京畿道南楊州市金谷洞の朝鮮王陵「洪陵」の近くにあり、徳恵を主人公とした映画（後述）のヒットにより、2017年に整備され一般公開となった。同地には異母兄・純宗が眠る「裕陵」、異母兄・李垠と妻・方子が眠る「英園」、甥・李玖が眠る「懐仁園」もある。

## 栄典
- 1928年（昭和3年）11月10日 - 大礼記念章[33]

## 家族
- 祖父・興宣大院君
- 父・高宗
- 母・福寧堂梁氏（ポンニョンダン・ヤンシ） - 高宗の側室
- 異母兄・李坧（純宗）
- 異母兄・李堈
  - 甥・李鍵（桃山虔一） - 李堈の子。妻に松平佳子。
  - 甥・李鍝 - 李堈の子
  - 姪・李海瑗 - 李堈の子
  - 甥・李錫 - 李堈の子
- 異母兄・李垠
- 義姉・李方子 - 李垠の妃。梨本宮守正王の第1女子、方子女王。徳恵の日本滞在時から韓国帰国後も面倒を見た。
  - 甥・李晋 - 李垠と方子の長男。早世。
  - 甥・李玖 - 李垠と方子の次男。妻にジュリア・マロック、有田絹子。
- 夫・宗武志 - 英学者。伯爵。東京帝国大学卒。父親は対馬藩15代藩主・宗義和の六男で、旧久留里藩黒田家当主を継いだ黒田和志。武志は父の兄・宗義達の長男・宗重望の養嫡子となり宗家を継いだ。姪にエチオピア帝国皇太子の元婚約者・黒田雅子。
- 娘・正恵 - 夫に宗昇

## 娘：正恵について
正恵は女子学習院を経て早稲田大学英文科に進学する。大学で知り合った3歳上の日本人である鈴木昇（東京都大田区立御園中学校英語教諭。結婚後は宗姓を使用）を1955年ごろ婿に取る。東京都大田区雪谷に所帯を持ったが神経衰弱に悩み、1956年8月26日朝に「山梨県赤薙、駒ヶ岳方面で自殺する」旨の遺書を残して失踪した。捜索隊の努力も虚しく行方は判明せず、正恵不在のまま夫との離縁が成立。父武志の死後に失踪宣告が出された。
およそ50年後に遺体が発見されたことを、夫だった宗昇が詩の中に記している。

## 登場作品
映画
- ラスト・プリンセス 大韓帝国最後の皇女（2016年、韓国、演：ソン・イェジン）

韓国では長らく関心が持たれなかったが、2008年に本馬恭子『徳恵姫－李氏朝鮮最後の王女』（1998年）が韓国で翻訳出版され、それを参考に創作されたクォン・ビヨンの小説『朝鮮王朝最後の皇女 徳恵翁主』が2009年に韓国で刊行されると100万部のベストセラーとなった。それを原作として、韓国独立運動を支えた女性闘士という設定に脚色されて製作・公開され、ヒット作となった。
小説　
- 林真理子『李王家の縁談』文藝春秋、2022年。